# Bradysia spherostyla
Bradysia spherostyla är en tvåvingeart som beskrevs av Lyudmila Komarova 2003. Bradysia spherostyla ingår i släktet Bradysia och familjen sorgmyggor. Inga underarter finns listade i Catalogue of Life.